# Johann Marquard

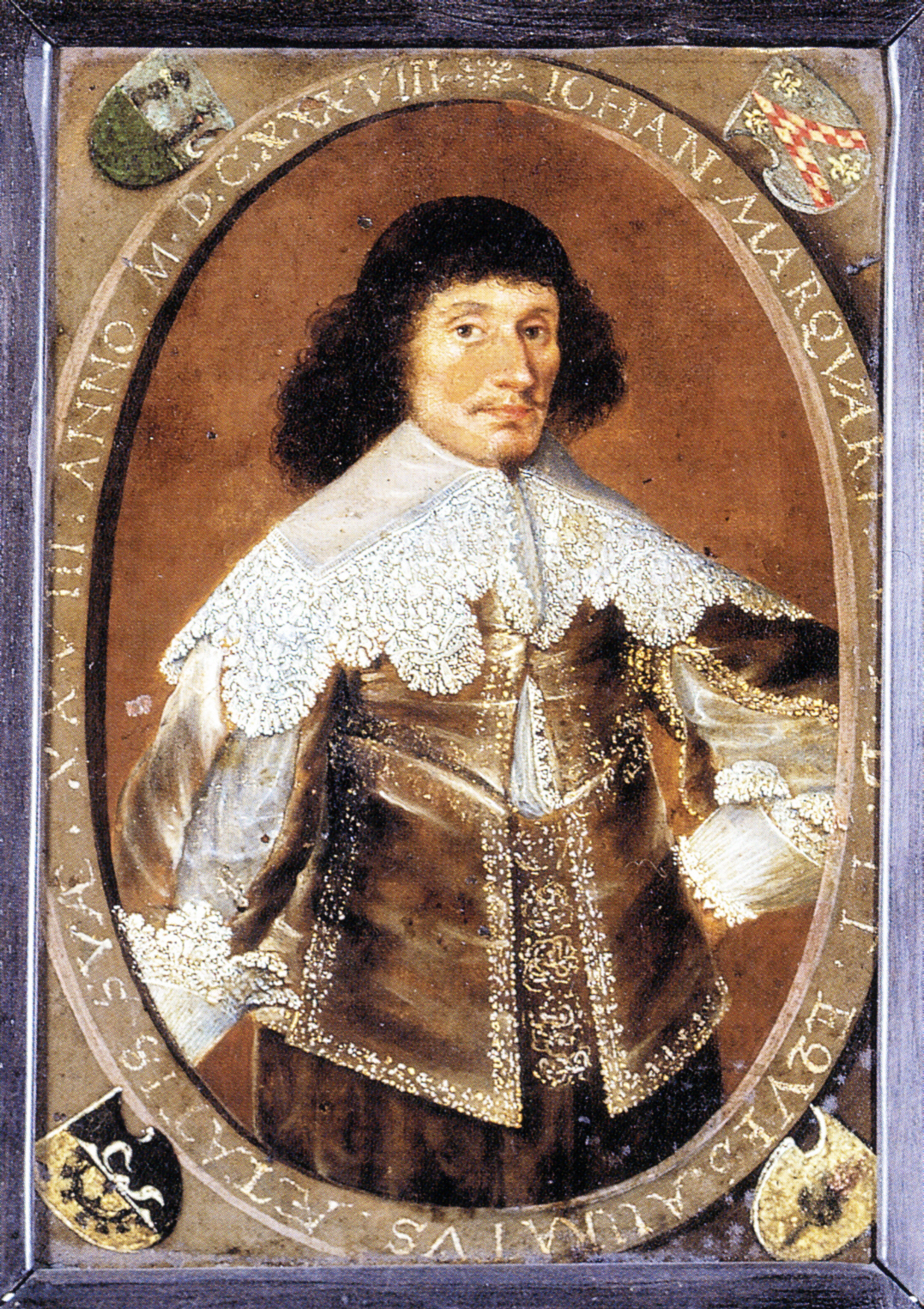
Michael Conrad Hirt: Johann Marquard

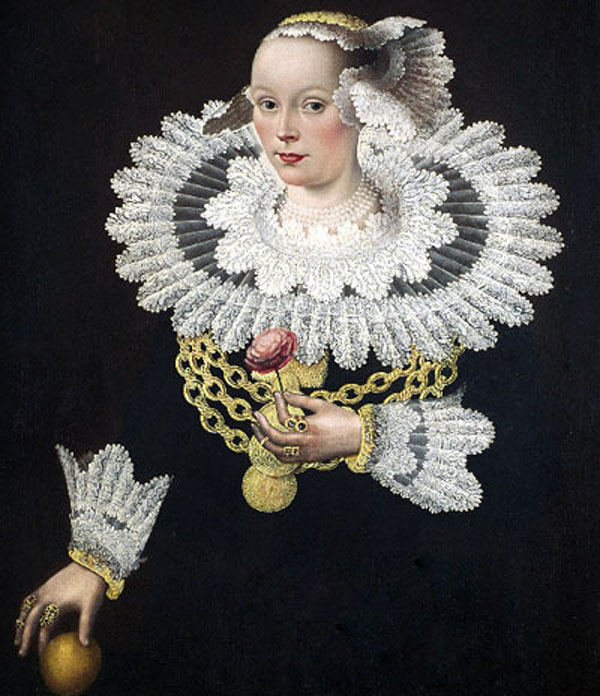
Michael Conrad Hirt: Anna Rosina Marquard

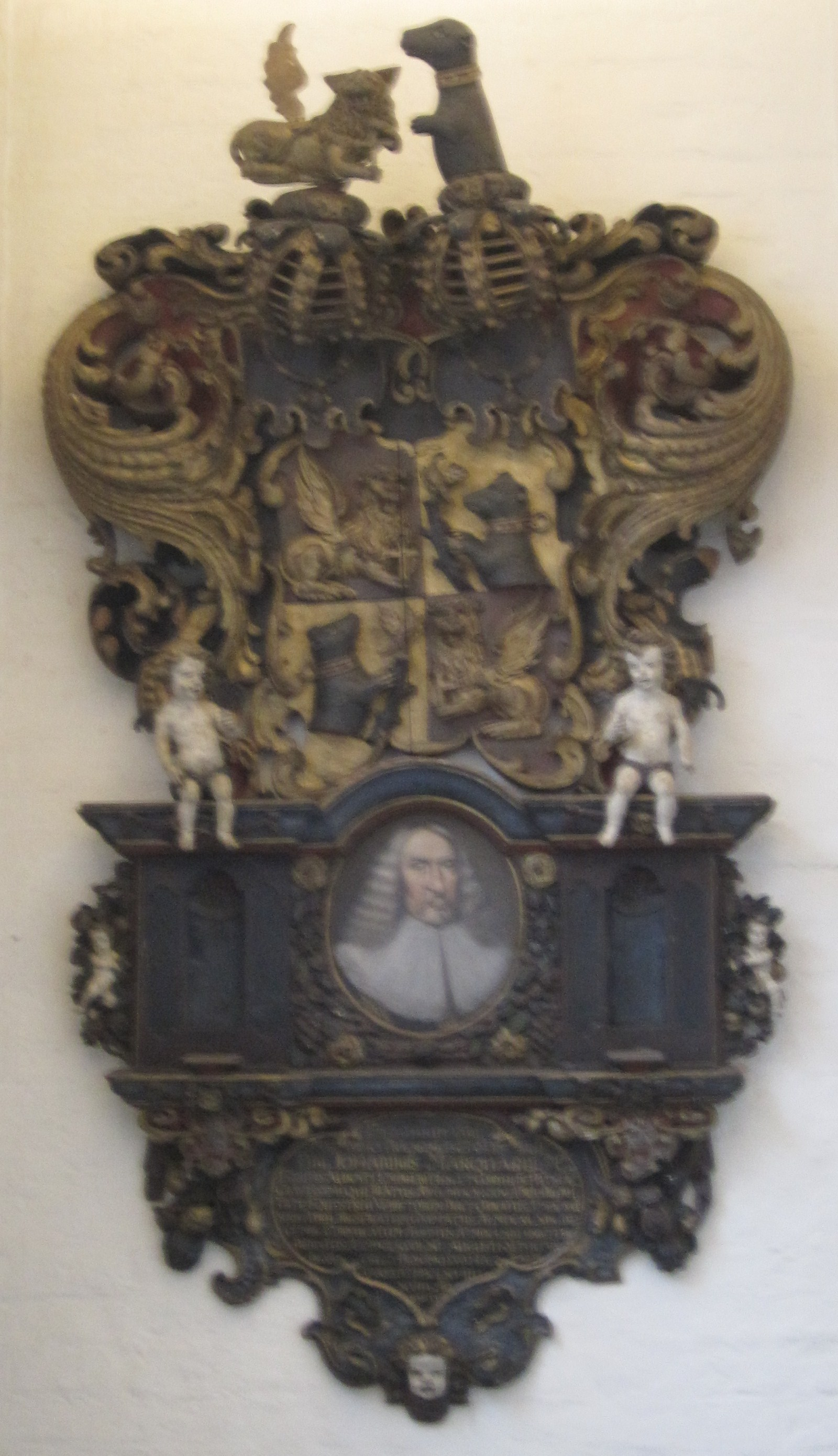
Epitaph des Johann Marquard

Johann Marquard (* 24. April 1610 in Lübeck; † 11. August 1668 ebenda) war ein Bürgermeister der Hansestadt Lübeck.

## Werdegang
Als Sohn des aus Livland stammenden Kaufmanns in Lübeck Gotthard Marquard und der Anna Lüdinghusen, Tochter des Bürgermeisters Johann Lüdinghusen, erhielt Johann eine fundierte Ausbildung und studierte von 1629 bis 1631 zunächst in Jena, dann in Leipzig, wurde dort vom Krieg vertrieben und reiste in die Niederlande, weiter nach Frankreich und schließlich nach Italien, wo ihm an seinem 25. Geburtstag, am 24. April 1635, für sein besonderes diplomatisches Geschick im Zusammenhang mit einer problematischen Eidesformel für protestantische Studenten an der katholischen Universität Padua gemeinsam mit Hieronymus von Dorne der Markusorden der Republik Venedig verliehen wurde, was ihm das Recht gab, sich Ritter zu nennen.
Am 21. September 1636 promovierte er in Jena und kehrte anschließend in seine Vaterstadt zurück. Seit 1640 gehörte Marquard dem Rat der Stadt an und führte in den Folgejahren zahlreiche diplomatische Missionen im Dienste Lübecks durch. Er war zugleich Stadtrichter, dann von 1652 bis 1657 und erneut von 1659 bis 1665 Kämmereiherr. 1645 hatte er an den Verhandlungen im Frieden von Brömsebro teilgenommen, in denen sich Schweden und Dänemark geeinigt hatten, nachdem Schweden Holstein und Jütland besetzt hatte. Anschließend war er als Vertreter Lübecks zur Thronbesteigung von Königin Christina von Schweden nach Stockholm gereist.
Er bearbeitete und systematisierte das allgemeine und besondere Handelsrecht und man kann ihn als einen der Pioniere auf diesem Gebiet ansehen.
Am 25. September 1637 heiratete er die Tochter des Lübecker Syndikus und Dompropstes Dr. Otto Tanck und der Johanna Juliane Steuernagel, Anna Rosina Tanck, die um 1619 in Speyer geboren worden war und die 1685 in Lübeck noch nachweisbar lebte. 13 Kinder gingen aus dieser Ehe hervor, von denen jedoch sechs früh bzw. jung verstarben. Zwei Söhne wurden Juristen: Otto Christoph wurde Tribunaladvocat und Procurator am Wismarer Tribunal und Gotthard Johann Kammergerichtsadvokat und Procurator am Reichskammergericht in Wetzlar.
Am 24. Februar 1663 wurde Johann Marquard zum Bürgermeister gewählt. Er starb fünf Jahre darauf. Sein Bruder Gotthard Marquard wurde ebenfalls Bürgermeister von Lübeck. Sein Neffe, Sohn des Bürgermeisters Gotthard, Gotthard Marquard wurde Ratssekretär und verstarb wie sein Vater im Jahr 1694, was gelegentlich zu Verwechslungen führt.
In Lübeck erinnern heute die Marquardstraße und der Marquardplatz im Stadtteil St. Lorenz an ihn; ein Bild von ihm hängt im Aufgang des Lübecker Rathauses. Sein Epitaph aus Eiche war ursprünglich in der Petrikirche und befindet sich seit dem 19. Jahrhundert in den Sammlungsbeständen des St.-Annen-Museums. Ein von Johann Zacharias Kneller ursprünglich für die Stadtbibliothek Lübeck gemaltes Porträt befindet sich heute in der Bürgermeistergalerie im Lübecker Rathaus. Eine von Marquard angelegte Lübecker Ratslinie wird in der Stadtbibliothek verwahrt.
Im Friedenssaal des Osnabrücker Rathauses befindet sich ein Porträt Marquards, dem ein jüngerer Schriftsatz mit dem Titel „Marchoard Mecklenburgischer Abgesandte“ hinzugefügt wurde. Nicht geklärt ist, wann und in wessen Auftrag das Gemälde in den Ratssaal gekommen ist. Ebenso unklar ist, weshalb Marquard als Gesandter gehalten wurde.

## Literatur

Tractatus politico-juridicus, 1662